# Thể thao dưới nước tại Đại hội Thể thao Đông Nam Á 1983
Thể thao dưới nước tại Đại hội Thể thao Đông Nam Á năm 1983 bao gồm ba bộ môn: bơi lội, lặn và bóng nước. Các nội dung thi đấu diễn ra từ ngày 29 tháng 5 đến ngày 3 tháng 6 năm 1983 tại Toa Payoh Swimming Complex, Singapore, trong khuôn khổ SEA Games lần thứ 12.
Đây là một trong những bộ môn chủ chốt của Đại hội, thu hút sự cạnh tranh mạnh mẽ từ các quốc gia Đông Nam Á. Nội dung bơi lội bao gồm đa dạng các cự ly tự do, ngửa, bướm, ếch, cá nhân hỗn hợp và tiếp sức, với nhiều kỷ lục SEA Games được phá vỡ, trong đó có thành tích nổi bật từ VĐV nữ Junie Sng của Singapore . Ở bộ môn lặn, các VĐV tranh tài ở các nội dung cầu mềm và cầu cứng, nam và nữ. Riêng môn bóng nước (water polo), đội chủ nhà Singapore tiếp tục thể hiện thế mạnh khi giành huy chương vàng sau chiến thắng 14–3 trước Malaysia .

## Tóm tắt kết quả

### Bơi lội
Nội dung của nam
| Nội dung                 | Vàng              | Vàng          | Bạc               | Bạc      | Đồng            | Đồng     |
| ------------------------ | ----------------- | ------------- | ----------------- | -------- | --------------- | -------- |
| 100 m tự do              | Ang Peng Siong    | 53.58 (rec)   | Tay Khoon Hean    | 54.45    | Lukman Niode    | 54.63    |
| 200 m tự do              | William Wilson    | 1:57.97 (rec) | Lukman Niode      | 1:58.18  | Tay Khoon Hean  | 1:59.32  |
| 400 m tự do              | William Wilson    | 4:08.94 (rec) | Soo-Tho Kok Mun   | 4:16.38  | Joselito Andaya | 4:18.24  |
| 1500 m tự do             | Joselito Andaya   | 16:50.69      | Soo-Tho Kok Mun   | 17:11.39 | William Wilson  | 17:38.00 |
|                          |                   |               |                   |          |                 |          |
| 100 m bơi ngửa           | Lukman Niode      | 59.72 (rec)   | David Lim         | 1:01.54  | Judy Jaoud      | 1:03.97  |
| 200 m bơi ngửa           | Lukman Niode      | 2:13.41 (rec) | David Lim         | 2:14.80  | Judy Jaoud      | 2:19.80  |
|                          |                   |               |                   |          |                 |          |
| 100 m bơi ếch            | Jairulla Jaitulla | 1:08.10 (rec) | Francisco Guanco  | 1:09.56  | Oon Jin Teik    | 1:10.17  |
| 200 m bơi ếch            | Francisco Guanco  | 2:29.46 (rec) | Tjatur Sugiarto   | 2:33.33  | Rene Concepcion | 2:34.33  |
|                          |                   |               |                   |          |                 |          |
| 100 m bơi bướm           | Ang Peng Siong    | 57.87 (rec)   | Tay Khoon Hean    | 59.52    | John Item       | 60.34    |
| 200 m bơi bướm           | William Wilson    | 2:10.07       | Ridwan Muis       | 2:12.14  | Renato Padronia | 2:13.67  |
|                          |                   |               |                   |          |                 |          |
| 400 m hỗn hợp cá nhân    | William Wilson    | 4:45.72 (rec) | Jairulla Jaitulla | 4:50.66  | Soo-Tho Kok Mun | 4:56.81  |
|                          |                   |               |                   |          |                 |          |
| 4x100 m tiếp sức tự do   | Singapore         | 3:38.42 (rec) | Indonesia         | 3:43.42  | Philippines     | 3:47.85  |
| 4x100 m tiếp sức hỗn hợp | Singapore         | 4:02.64 (rec) | Indonesia         | 4:03.62  | Philippines     | 4:09.81  |
| 4x200 m tiếp sức tự do   | Singapore         | 8:06.32 (rec) | Philippines       | 8:06.81  | Indonesia       | 8:13.03  |

Nội dung của nữ
| Nội dung                 | Vàng                | Vàng          | Bạc                    | Bạc     | Đồng                     | Đồng    |
| ------------------------ | ------------------- | ------------- | ---------------------- | ------- | ------------------------ | ------- |
| 100 m tự do              | Junie Sng           | 1:01.77       | Chan Mui Pin           | 1:02.13 | Helen Chow               | 1:02.57 |
| 200 m tự do              | Junie Sng           | 2:10.31       | May Tan                | 2:13.36 | Chan Mui Pin             | 2:13.51 |
| 400 m tự do              | Junie Sng           | 4:29.74 (rec) | Elfira Rosa Nasution   | 4:38.75 | Chan Mui Pin             | 4:39.28 |
| 800 m tự do              | Junie Sng           | 8:59.46 (rec) | Katerina Ong           | 9:33.92 | Elfira Rosa Nasution     | 9:34.70 |
|                          |                     |               |                        |         |                          |         |
| 100 m bơi ngửa           | Christine Jacob     | 1:10.34       | Kwek Leng              | 1:10.78 | Lai May May              | 1:10.95 |
| 200 m bơi ngửa           | Christine Jacob     | 2:29.00 (rec) | Kwek Leng              | 2:32.81 | Helen Chow               | 2:34.82 |
|                          |                     |               |                        |         |                          |         |
| 100 m bơi ếch            | Helen Chow          | 1:18.88       | Ee Yan Hui             | 1:19.72 | Lourdes Samson           | 1:20.01 |
| 200 m bơi ếch            | Kanogwan Sriprasert | 2:25.17       | Christina Tham         | 2:56.93 | Sandra Melani Maksudi    | 2:57.35 |
|                          |                     |               |                        |         |                          |         |
| 100 m bơi bướm           | Junie Sng           | 1:05.32 (rec) | Helen Chow             | 1:06.40 | May Tan                  | 1:06.86 |
| 200 m bơi bướm           | Junie Sng           | 2:20.35 (rec) | Mavis Ee               | 2:24.54 | Selowati Hadi Sujono     | 2:28.22 |
| 400 m bơi bướm           | Junie Sng           | 4:29.74 (rec) | Elfira Rosa Nasution   | 4:38.75 | Katerina Ong             | 4:39.28 |
|                          |                     |               |                        |         |                          |         |
| 400 m hỗn hợp cá nhân    | Junie Sng           | 5:04.37 (rec) | Elfira Rosa Nasution   | 5:30.11 | Pasawan Phantumabumroong | 5:38.97 |
|                          |                     |               |                        |         |                          |         |
| 4x100 m tiếp sức tự do   | Singapore           | 4:11.21 (rec) | Philippines · Thailand | 4:15.29 |                          |         |
| 4x100 m tiếp sức hỗn hợp | Singapore           | 4:39.12 (rec) | Malaysia               | 4:41.84 | Philippines              | 4:46.89 |

### Bóng nước
| Nội dung | Vàng      | Bạc      | Đồng      |
| -------- | --------- | -------- | --------- |
| Nam      | Singapore | Malaysia | Indonesia |

### Nhảy cầu
| Nội dung     | Vàng                          | Vàng   | Bạc              | Bạc    | Đồng           | Đồng   |
| ------------ | ----------------------------- | ------ | ---------------- | ------ | -------------- | ------ |
| Cầu mềm nam  | Kristiadi Permana             | 490.85 | Sangwal Foungdee | 454.70 | Haryo Ramayana | 398.45 |
| Placing nam  | Somchai Ongkasing Ong Ka Sing | 158.25 | Leong Siet Fong  | 156.35 | Richard Tham   | 155.85 |
| Cầu cứng nam | Somchai Ongkasing             | 453.55 | Eko Setiadi      | 440.65 | Richard Tham   | 415.60 |
|              |                               |        |                  |        |                |        |
| Cầu mềm nữ   | Indah Siantiningsih           | 308.80 | Dwi Setyowati    | 294.86 |                |        |
| Placing nữ   | Indah Siantiningsih           | 167    | Dwi Setyowati    | 166    | Lee Po Ling    | 159.45 |
| Cầu cứng nữ  | Indah Siantiningsih           | 373    | Dwi Setyowati    | 331.50 | Lee Po Ling    | 322    |

## Bảng huy chương
| Hạng               | Đoàn               | Vàng | Bạc | Đồng | Tổng số |
| ------------------ | ------------------ | ---- | --- | ---- | ------- |
| 1                  | Singapore (SIN)    | 16   | 12  | 9    | 37      |
| 2                  | Philippines (PHI)  | 9    | 4   | 10   | 23      |
| 3                  | Indonesia (INA)    | 6    | 12  | 8    | 26      |
| 4                  | Thái Lan (THA)     | 3    | 2   | 1    | 6       |
| 5                  | Malaysia (MAS)     | 2    | 6   | 5    | 13      |
| Tổng số (5 đơn vị) | Tổng số (5 đơn vị) | 36   | 36  | 33   | 105     |